# Colcarteria kempseyi
Espèce
Colcarteria kempseyi est une espèce d'araignées aranéomorphes de la famille des Desidae.

## Distribution
Cette espèce est endémique de Nouvelle-Galles du Sud en Australie. Elle se rencontre dans la forêt nationale de Maria River.

## Description
La carapace du mâle holotype mesure 1,50 mm de long sur 1,06 mm et l'abdomen 1,5 mm de long sur 0,9 mm. La carapace de la femelle paratype mesure 1,73 mm de long sur 1,28 mm et l'abdomen 1,7 mm de long sur 1,8 mm.

## Étymologie
Son nom d'espèce lui a été donné en référence au lieu de sa découverte, Kempsey.

## Publication originale
- Gray, 1992 : New desid spiders (Araneae: Desidae) from New Caledonia and eastern Australia. Records of the Australian Museum, vol. 44, p. 253-262 (texte intégral).